# Ján Stanek
Ján Juraj Stanek, známý i jako Železný kapitán (4. června 1909, Hrušovany, okres Topoľčany – 17. února 1996, Benešov) byl československý důstojník a během Slovenského národního povstání velitel obranného úseku Plesnivec 2. taktické skupiny.

## Život
Syn železničáře Juraja Pavla a Anny, roz. Drábikové. V letech 1921-1927 studoval na reálném gymnáziu v Nových Zámcích, 1927-1929 na Obchodné akadémii v Nitře.
V roce 1927 dal facku profesorovi gymnázia a utekl ze země. Vstoupil do Cizinecké legie, ze které ale zakrátko dezertoval a vrátil se zpět do ČSR. V roce 1931 vstoupil do Československé armády. Později studoval na vysoké vojenské škole v Hranicích. Po vzniku Slovenského státu byl příslušníkem Slovenské armády. Účastnil se pohraničních bojů s Maďarskem, útoku na Polsko a v letech 1942-1943 působil jako přidělenec u několika německých divizí na východní frontě. Pak byl převelen k slovenské Rychlé divizi. V roce 1943 se vrátil na Slovensko a začal spolupracovat s odbojem a to jednak s Čatlošem, komunisty (Husák) i skupinou okolo Goliana. Jako přednosta zpravodajského oddělení Ministerstva národnej obrany podával tajné zprávy Vojenskému ústředí SNR.
Po vypuknutí Slovenského národního povstání byl nejprve Stanek pověřen vedením ústupu bratislavské vojenské posádky. V této úloze však selhal a z Bratislavy uprchl na vlastní pěst s nepořízenou. O několik dní později ho Golian pověřil velením obranného úseku Plesnivec 2. taktické skupiny, kde měl s pomocí početných posil stabilizovat situaci na Horehroní, kam pronikaly německé jednotky. Po stabilizaci situace jej přesvědčili partyzáni o potřebě útoku na slabě zabezpečený Telgárt (pozdější Švermovo). 5. září 1944 povstalci spolu s partyzány, dělostřeleckou podporou a několika tanky zaútočili na Němce v Telgártu. Protiútok způsobil německé posilněné útočné rotě 1. tankové armády těžké ztráty a přinutil je ustoupit. Útok byl jednou z mála úspěšných povstaleckých útočných akcí, což povstalecké velení okamžitě využilo ke zlepšení morálky ostatních jednotek, které jinak jen ustupovaly. Stanek po válce tvrdil, že povstalci zlikvidovali praktický celý 201. pluk SS, který měl 436 mrtvých a byl nucen se dezorganizovaně stáhnout. Stanka proto později přezdívali „Železný kapitán“. Telgárt, který během boje celý vyhořel, byl následujícího dne opět obsazen Němci. V říjnu byl Stanek Golianem zbaven funkce a převelen k americké a britské vojenské styčné misi, u které měl sloužit jako tlumočník.
Po přechodu povstalců do hor Stanek ustupoval spolu s 3. praporem 2. československé paradesantní brigády v SSSR operující v Nízkých Tatrách. 26. prosince 1944 byl po boji s přepadovým oddílem Edelweiss u Veľkého Boku těžce raněn a zajat. Většině vojáků jeho jednotky se podařilo uniknout. Spolu s ním se nacistům podařilo zajmout i 15 příslušníků americké a britské vojenské mise, společně s několika slovenskými vojáky. Stanek později identifikoval jednoho z důstojníků jednotky Edelweiss jako Ladislava Nižňanského. Němci zajatce nejprve eskortovali do Polomky. Polomrtvého Stanka mezi sebou nesli na osm kilometrů dlouhé cestě dva američtí seržanti. Později byl společně s ostatními zajatci přemístěný do Banské Bystrice, Brezna a následně do Bratislavy, kde byli vyslýcháni gestapem a důstojníky Waffen-SS. Výslechů se podle Stanekových slov osobně účastnil i Josef Witiska a Hermann Höfle. Při výsleších Stanka údajně bili a několik dní mu odpírali stravu. Faktem je, že v důsledku jeho výpovědi, v které nacistům prozradil mnoho o přípravách a pozadí povstání mimo jiné i lhal o zapojení nejvyšších státních kruhů, což mu vlastně zachránilo život, protože se měl stát korunním svědkem v případném procesu. Od 18. ledna 1945 byl vězněn na gestapu v Berlíně. Později byl převezen z Reichenau do městečka Niederdorf v Tyrolských Alpách, kde jej 30. dubna 1945 osvobodila jednotka italských a rakouských partyzánů. Partyzáni odvedli osvobozené vězně do Lago di Braies, kde je našla postupující americká armáda.
Po ozdravném pobytu na ostrově Capri se Stanek stal náčelníkem štábu československé vojenské mise v Itálii.
Po návratu do osvobozeného Československa se stal od 4. září 1945 velitelem 4. divize v Žilině v hodnosti podplukovník generálního štábu. Od 15. ledna do 25. března 1946 byl při funkci velitele divize jmenován také velitelem vojenských jednotek nasazených na východním Slovensku proti banderovcům. Dne 20. února 1947 byl povýšen s účinností od 1. října 1946 do hodnosti plukovníka gšt., 1. prosince 1947 byl jmenován velitelem 9. divize v Nitře. Do roku 1951 sloužil v armádě, ale později se stal obětí politických procesů v důsledku jeho kontaktů s „buržoazními nacionalisty“. Dále pracoval jako administrativní pracovník na železnicích. Byl též významným představitelem slovenského Junáka, skautské organizace až do jejího zrušení v roce 1950. Po roce 1968 byl rehabilitován.
Zemřel v roce 1996 v Benešově a byl pohřben na zdejším Starém městském hřbitově.